# شهرستان مک‌لین، ایلینوی

شهرستان مک‌لین

شهرستان مک‌لین، (به انگلیسی: McLean County) شهرستانی در ایالت ایلی‌نوی ایالات متحده امریکا و بر طبق سرشماری ۲۰۱۰ این شهرستان ۱۶۹۵۷۲ نفر جمعیت داشته‌است. رشد جمعیت این شهرستان از ۲۰۰۰ تا ۲۰۱۰، حدود ۱۲٫۷ درصد رشد مثبت داشته‌است

طبق سرشماری ۲۰۱۰، مساحت این شهرستان ۳۰۷۲٫۴ کیلومتر مربع وسعت داشته که از این مقدار ۰٫۲۴ درصد آب و ۹۹٫۷۶ درصد خشکی می‌باشد.

## همسایگان و راه‌ها
همسایگان این شهرستان عبارتند از:
- شمال:
- شمال‌شرق: شهرستان لیونیگ‌استون
- شرق: شهرستان فورد
- جنوب‌شرق: شهرستان شامپین
- جنوب: شهرستان پیات
- جنوب: شهرستان دویت
- جنوب‌غرب: شهرستان لوگان
- غرب: شهرستان تازول
- شمال‌غرب: شهرستان ودفورد

راه‌های اصلی این شهرستان:
1. بزرگراه میان‌ایالتی ۳۹
2. بزرگراه میان‌ایالتی ۵۵
3. بزرگراه میان‌ایالتی ۷۴
4. بزرگراه ۲۴ ایالات متحده
5. بزرگراه ۵۱ ایالات متحده
6. بزرگراه ۶۶ ایالات متحده
7. بزرگراه ۱۳۶ ایالات متحده
8. بزرگراه ۱۵۰ ایالات متحده
9. جاده ۹ ایلی‌نوی
10. جاده ۵۴ ایلی‌نوی
11. جاده ۱۲۲ ایلی‌نوی
12. جاده ۱۶۵ ایلی‌نوی
13. جاده ۲۵۱ ایلی‌نوی

## شهرها
- بلومینگتن، ایلی‌نوی، مرکز شهرستان

| آنکور، ایلی‌نوی     | دنورس، ایلی‌نوی     | مرنا، ایلی‌نوی     |
| آرواسمیت، ایلی‌نوی  | دوانز، ایلی‌نوی     | مک لین، ایلی‌نوی   |
| بل‌فلاور، ایلی‌نوی   | السورث، ایلی‌نوی    | نرمال، ایلی‌نوی    |
| بلومینگتن، ایلی‌نوی | گریدلی، ایلی‌نوی    | سی‌بروک، ایلی‌نوی   |
| کارلوک، ایلی‌نوی    | هی‌ورس، ایلی‌نوی     | شیرلی، ایلی‌نوی    |
| چینوا، ایلی‌نوی     | هودسون، ایلی‌نوی    | استنفورد، ایلی‌نوی |
| کولفاکس، ایلی‌نوی   | لی روی، ایلی‌نوی    | توندا، ایلی‌نوی    |
| ککس‌ویلا، ایلی‌نوی   | لکسزینگتن، ایلی‌نوی |                   |

## جمعیت و هرم سنی
این شهرستان بر اساس سرشماری سال ۲۰۰۰ دارای ۱۵۰۴۳۳ نفر جمعیت بوده‌است.

تراکم نسی جمعیت ۴۹ نفر بر کیلومتر مربع می‌باشد.

هرم سنی این شهرستان در سال ۲۰۰۰ در شکل روبرو نمایش داده شده‌است.

## تاریخچه
این شهرستان در ۱۸۳۰ از شهرستان تازول جدا شده‌است. این شهرستان نام خود را از جان مک‌لین، سیاستمدارسناتور امریکایی از ایلی‌نوی گرفته‌است.

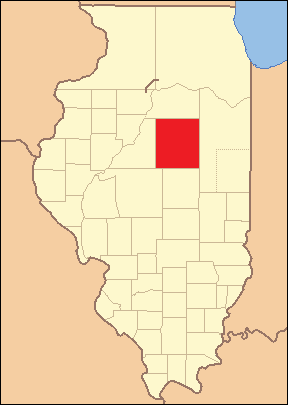
شهرستان مک‌لین در زمان تشکیل در سال ۱۸۳۰
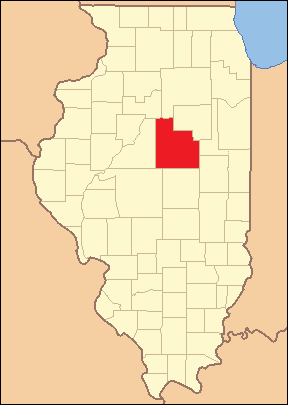
شهرستان مک‌لین میان سال‌های ۱۸۳۷ تا ۱۸۴۱
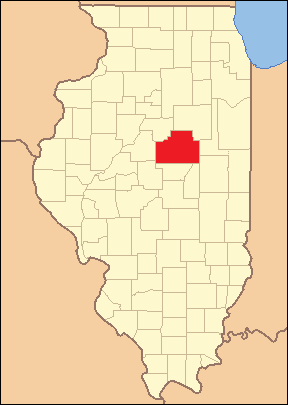
شهرستان مک‌لین در ۱۸۴۱ و کاهش مساحت به اندازه کنونی